# Seán Haughey

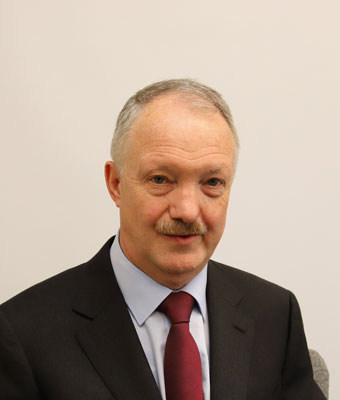
Seán Haughey (2020)

Seán Haughey (irisch Seán Ó hEochaidh, * 8. November 1961 in Dublin) ist ein irischer Politiker der Fianna Fáil.
Haughey wurde 1961 als Sohn von Charles und Maureen Haughey, der ältesten Tochter von Seán Lemass, geboren. Er besuchte das St. Paul's College in Raheny, sowie das Trinity College in Dublin.
Von 1985 bis 2003 gehörte Haughey dem Stadtrat von Dublin (Dublin City Council) an. In dieser Zeit bekleidete er von 1989 bis 1990 das Amt des Oberbürgermeisters der Stadt (Lord Mayor of Dublin). Daneben ist Haughey auch in der nationalen Politik aktiv, so war von 1987 bis 1992 Senator im Seanad Éireann. Im Jahr 1992 wurde er für den Wahlkreis Dublin North Central in den Dáil Éireann gewählt und wechselte somit vom Oberhaus in das Unterhaus des irischen Parlaments. Dort war er von 2006 bis 2011 Staatsminister im Bildungsministerium mit dem Aufgabenbereich Schülerbeförderung und lebenslanges Lernen.
Haughey ist seit 1988 mit Orla O’Brien verheiratet und hat vier Kinder, drei Söhne und eine Tochter.